# Escherichia coli O104:H21
La Escherichia coli O104:H21 es un serotipo poco común de E. Coli, una bacteria que vive en los intestinos de los mamíferos.[1] La presencia de muchos serotipos de E. coli en los animales les es beneficiosa o no les es perjudicial. Sin embargo, algunos serotipos de E. Coli han sido reconocidos como agentes patógenos en humanos, por ejemplo: Las E. coli O157:H7, E. coli O121 y E. coli O104:H21.
Entre otras fuentes conocidas de la infección figuran el consumo de coles de Bruselas, lechuga, leche y zumos no pasteurizados y después de nadar o beber agua contaminada por contacto con excrementos animales, aguas cloacales o de alcantarillado.
Las bacterias que se encuentran en las deposiciones diarreicas de las personas infectadas pueden transmitirse de una persona a otra si los hábitos de higiene son inadecuados como por ejemplo si las personas no se lavan las manos.
Esto es particularmente probable entre los niños de corta edad que no están adiestrados en el uso del inodoro (o excusado). Los miembros de la familia y los compañeros de estos niños están sometidos a alto riesgo de contraer la infección.

## Historia
E. coli O104:H21 fue descubierta en 1982, cuando causó un brote de diarrea sanguinolenta grave. Había infectado carne picada destinada a la producción de hamburguesas que posteriormente fueron consumidas cocinadas por los afectados siendo estas cocinadas parcialmente.

## Efectos
E. coli O104:H21 causa brotes similares a los de Escherichia coli O157:H7, cepa productora de la Toxina Shiga, Las toxinas Shiga actúan inhibiendo la síntesis proteica dentro de células blanco por un mecanismo similar al de la toxina del ricino producida por Ricinus communis. Después de entrar a una célula, la proteína funciona como una N-glicosidasa, clivando varias nucleobases del ARN que comprende el ribosoma, deteniendo de tal modo la síntesis de proteínas, también se denomina SLTEC (del inglés Shiga-like toxin Escherichia Coli). SLTECs son las causas más comunes de síntomas gastrointestinales y diarrea.

## Tratamiento
El organismo suele ser capaz de eliminar una infección de E. coli O104:H21 sin problemas a no ser que se produzca un brote más severo. No deben de usarse Antibióticos ni fármacos antidiarreicos cómo loperamida para brotes leves.
Para la diarrea se sugiere el consumo de abundante líquido y evitar la deshidratación. Cuando una persona presenta diarrea no debe ir a trabajar o asistir a lugares públicos para evitar el contagio masivo. Sin embargo en algunas patologías como la pielonefritis hay que considerar el uso de alguna cefalosporina endovenosa.